# Galvatron (Transformers)
Galvatron a Transformers franchise egyik szereplője, aki egyben Megatron is.

## Szerepe a filmekben
A 4. részben a KSI nevű cég tervezte a Transzformium nevű anyagból és Megatron fejéből. Olyanná akarták tenni mint Optimusz fővezér. Megatron megfertőzte, ezért őhozzá lett hasonló. A hongkongi csatában elmenekül, és visszatér a Cybertronra, majd Quintessa újra Megatronná változtatja. Az 5. részben újra feltűnik Megatronként

## Fegyverei és kinézete
Nagyon hasonlít Megatronra, de a feje kicsit szélesebb. Mellkasán egy óriási lyuk tátong. Fegyverei olyanok, mint amilyenek Megatronnak voltak.